# Bolboceratops suahelus
Bolboceratops suahelus är en skalbaggsart som beskrevs av Hermann Julius Kolbe 1894. Bolboceratops suahelus ingår i släktet Bolboceratops och familjen Bolboceratidae. Inga underarter finns listade.